# SOS Mitmensch
SOS Mitmensch ist eine Menschenrechtsorganisation in Österreich. Der Verein versteht sich als Interessenvertretung, die sich für die Durchsetzung von Menschenrechten einsetzt. Ziel ist die Gleichberechtigung und Chancengleichheit aller Menschen.

## Geschichte
Die Organisation wurde am 10. Dezember 1992 als Verein gegründet und fungierte zunächst als Plattform zivilgesellschaftlicher Gruppen, um dem Volksbegehren der FPÖ Österreich zuerst, von Kritikern auch „Anti-Ausländervolksbegehren“ genannt, mit dem Lichtermeer etwas entgegenzusetzen.
Vorausgegangen waren Treffen des Schriftstellers Josef Haslinger und des Musikers Willi Resetarits (den beiden ersten Vorsitzenden) im Haus André Hellers. Während folgender Treffen mit weiteren Protagonisten wie etwa Daniel Charim, Marilies Flemming, Eva Petrik, Michael Genner, Horst Horvath, Herbert Langthaler, Peter Pilz, Nikolaus Kunrath, Nora Scheidl, Martin Schenk, Willi Stelzhammer und Helmut Schüller unter anderem bei Friedrun und Peter Huemer wurde überlegt, wie man dem zunehmenden Aufkommen von Ressentiments und der Feindseligkeit gegen Ausländer und Zuwanderer etwas entgegensetzen könnte.
Der Aufruf Allianz der Vernunft wurde entworfen und erste Ideen für ein Lichtermeer gewälzt. Auch der Begriff SOS Mitmensch kam ins Gespräch; eine Mischung aus dem Namen der französischen Bewegung SOS Racisme und dem Motto Mitmenschlichkeit zuerst, das als Alternative zum Titel des FPÖ-Begehrens gehandelt wurde. Der Begriff Rassismus galt den Initiatoren damals als zu scharf.
Neben gewerkschaftlichen, kirchlichen und Flüchtlingsgruppen schlossen sich in der Folge zahlreiche Kulturschaffende und auch Politiker an – unter anderem die ÖVP-Familienministerin Marilies Flemming. Dies führte zu Konflikten vor allem mit den Flüchtlingsgruppen, die von einer Kritik an der Asylpolitik der Bundesregierung nicht absehen und eine zu starke Fokussierung auf die FPÖ verhindern wollten.
Das Lichtermeer wurde von den Initiatoren als Erfolg gewertet, umso schärfer fiel die Kritik an der SPÖ-ÖVP-Koalition aus, deren Fremdenrechtsverschärfung im März 1993 als Verrat gewertet wurde. Zahlreiche Proponenten zogen sich daraufhin zurück, SOS Mitmensch entwickelte sich von einer Plattform zu einer eigenständigen Organisation. Die Menschenrechtsorganisation unterstützte im Jänner 2025 eine spontane Kundgebung der JöH am Ballhausplatz mit dem Titel „Herbert Kickl als Bundeskanzler verhindern!“ nach den gescheiterten Regierungsverhandlungen zwischen ÖVP, SPÖ und NEOS.

## Kampagnen und Projekte

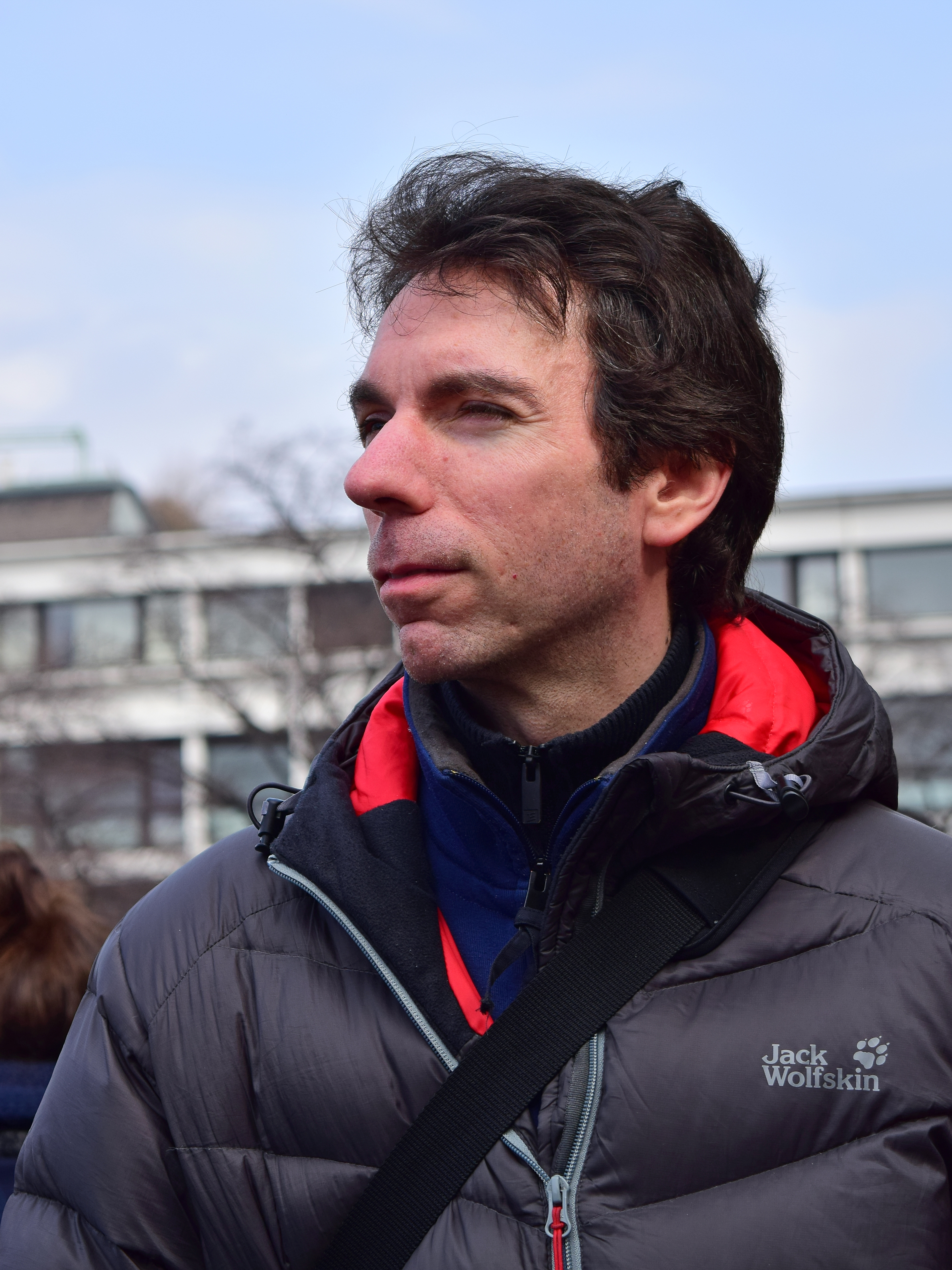
Sprecher Alexander Pollak bei der Demonstration „Flüchtlinge willkommen! Nein zur Festung Europa!“ im März 2016

Unmittelbar nach dem Lichtermeer nimmt SOS Mitmensch die Arbeit auf. Martin Schenk wird zum Vorsitzenden gewählt und folgt Willi Resetarits nach.
Im Juni 1993 halten in Wien die Vereinten Nationen die zweite Weltkonferenz für Menschenrechte ab. SOS Mitmensch beteiligt sich an der Durchführung einer Programmschiene für die mehr als 1.500 teilnehmenden NGOs.
Unter dem Vorsitz von Martin Schenk wird Armut zu einem Schwerpunktthema. SOS Mitmensch gründet Die Armutskonferenz mit. Dies ist ein Zusammenschluss von Organisationen und Initiativen, die sich mit Armut beschäftigen. Ziel ist es, Hintergründe und Ursachen sowie Fakten, Strategien und Maßnahmen zu und gegen Armut in Österreich zu eruieren und zu thematisieren. Heute ist die Armutskonferenz hoch aktiv und das Armutsthema fest in der Öffentlichkeit etabliert.
Der Kabarettist Josef Hader initiierte als Ehrenvorsitzender die Wanderausstellung „… von Armut bedroht“. Das mobile Zirkuszelt beherbergte eine Foto-Ausstellung zum Thema. An dutzenden Plätzen in österreichischen Städten und Gemeinden machte die Ausstellung Station. Die Bilder von Raphael Bolius wurden auch als Buch publiziert.
1999 stiftete SOS Mitmensch den Ute-Bock-Preis für Zivilcourage. Der Preis ist nach der ersten Trägerin benannt, der Flüchtlingshelferin Ute Bock. Der Anerkennungspreis wird jährlich an Einrichtungen und Personen vergeben, die sich besonders um die Wahrung oder Durchsetzung der Menschenrechte verdient gemacht haben. Folgende Personen wurden mit dem Preis ausgezeichnet: Ute Bock, Gertrude Hennefeld, Vinzipfarrer Wolfgang Pucher, der Sozialarbeiter Bülent Öztoplu, die Plattform „Gerechtigkeit für Seibane Wague“ und der Verein LEFÖ. Weiters der Verein „Ehe ohne Grenzen“, Elias Bierdel, Robert Zahrl und vier weitere Anti-Abschiebeaktivisten.
Im Jahr 2000 bildete der Verein mit dem Republikanischen Club die Demokratische Offensive, um den Protest gegen die Schwarz-Blaue Regierungskoalition in einer Großdemonstration zu kanalisieren: Am 19. Februar demonstrierten nach Angaben der Veranstalter 250.000 Menschen am Wiener Heldenplatz.
Seit 2005 bringt der Verein „mo – Magazin für Menschenrechte“ heraus. Das Magazin „gegen Rassismus und Diskriminierung, für Demokratie, Menschenrechte und Migration“ erscheint vierteljährlich und wird als Beilage zu Tageszeitungen sowie in Straßenkolportage vertrieben.
Rassismus streichen ist eine Internetplattform zur Dokumentation von rassistischen Beschmierungen im öffentlichen Raum. „Rassismus-Paparazzi“ können solche Graffities mit dem Mobiltelefon fotografieren und auf der Seite posten. Die Beschmierungen werden in eine Google-Map, den „Antirassistischen Stadtplan“ eingetragen, über ZARA – Zivilcourage und Anti-Rassismus-Arbeit wird die Entfernung veranlasst. Das Projekt erhielt 2007 den Anerkennungspreis der Ars Electronica.
Von 2007 bis 2009 betrieben antirassistische Gruppen und Flüchtlingsorganisationen nach deutschem Vorbild eine Kampagne, um ein Bleiberechtsgesetz durchzusetzen. Der Verein koordinierte die Plattform Bleiberecht, welche als Drehscheibe für die Aktivitäten diente; unter anderem das Sesselmeer am Tag des Bleiberechts, dem 10. Oktober 2008. An diesem Tag stellten Bürger in ganz Österreich Sessel an zentrale Plätze in Österreich. Ein Bleiberechtsgesetz trat am 1. April 2009 in Kraft, wurde allerdings von NGOs als mangelhaft beurteilt.
Nachdem der Verein beim WKR-Ball 2011 intensiv dagegen Position einnahm, kritisierten sie anschließend, dass der von der FPÖ organisierte „Wiener Akademikerball“ in der Hofburg stattfinden soll.
Der Verein führte die „Pass Egal“-Wahlen 2013 (Nationalrat) und 2015 (Gemeinderat) in Wien durch.

## Organisation
Das Koordinationsbüro mit Sitz in Wien beschäftigt rund 10 Mitarbeiter. Die Organisation wurde am 10. Dezember 1992 als Verein gegründet, als Leitungsgremium fungiert der Vorstand. Im Leitbild gibt SOS Mitmensch an, offen für Kooperation mit Menschen und Initiativen zu sein, die sich für gleiche Ziele engagieren.
In einigen europäischen Ländern existieren Schwesterorganisationen, auch in Österreich sind regionale Initiativen aktiv, die allerdings unabhängig voneinander agieren.

### Repräsentanten
Der Verein wurde neben den vereinsrechtlichen Repräsentanten auch von Persönlichkeiten öffentlich vertreten, die für eine Periode den Ehrenvorsitz übernahmen oder als Pate für ein Projekt eintraten.
| Name                 | Funktion     | Amtszeit  |
| -------------------- | ------------ | --------- |
| Josef Haslinger      | Vorsitzender | 1992–1993 |
| Willi Resetarits     | Sprecher     | 1992–1993 |
| Martin Schenk        | Vorsitzender | 1993–1995 |
| Josef Hader          | Vorsitzender | 1995–1997 |
| Christine Nöstlinger | Vorsitzende  | 1997–1998 |
| Karl Merkatz         | Vorsitzender | 1998–2000 |
| Georg Danzer         | Vorsitzender | 2000–2002 |
| Max Koch             | Sprecher     | 1999–2001 |
| Philipp Sonderegger  | Sprecher     | 2001–2011 |
| Marianne Mendt       | Vorsitzende  | 2002–2003 |
| Nadja Lorenz         | Vorsitzende  | 2003–2014 |
| Max Koch             | Vorsitzender | 2014–2024 |
| Alexander Pollak     | Sprecher     | 2011–     |
| Zeynep Buyraç        | Vorsitzende  | 2024–     |

Von 1992 bis 1998 wurde die Funktion des Generalsekretärs vom Mitgründer der Organisation Nikolaus Kunrath übernommen.

### Finanzen
Der Verein finanziert sich durch private Spenden und Sponsoring; MO – Magazin für Menschenrechte wird durch Kolportage, Abonnements und Inseratenverkäufe finanziert. Die Einnahmen durch Spenden und sonstige betriebliche Einnahmen betrugen im Jahr 2019 laut Finanzbericht der Organisation 451.630 Euro.

### Schwesterorganisationen
Europäische Länder
- SOS Racisme Suisse
- SOS Racisme Frankreich
- SOS Racisme Katalunya
- SOS Rassismus – AktionCourage e. V. Deutschland
- SOS Racismo Portugal
- SOS Racisme Dänemark
- SOS Razzismo Italien
- SOS Rasisme Norges Norwegen

Österreich
- SOS Mitmensch Burgenland
- SOS Mitmensch Regionalvertretung Tirol
- Aktion Mitmensch Wiener Neustadt[24]